# Labastide-Beauvoir
Labastide-Beauvoir är en kommun i departementet Haute-Garonne i regionen Occitanien i södra Frankrike. Kommunen ligger i kantonen Montgiscard som tillhör arrondissementet Toulouse. År 2022 hade Labastide-Beauvoir 1 229 invånare.

## Befolkningsutveckling
Antalet invånare i kommunen Labastide-Beauvoir
Referens:INSEE